# Euglenes
Genre
Euglenes est un genre de coléoptères de la famille des Aderidae.

## Liste des taxons de rang inférieur
Liste des espèces selon GBIF (15 mai 2021) :
- Euglenes nitidifrons Thomson, 1886
- Euglenes oculatissimus (Wollaston, 1864)
- Euglenes oculatus (Paykull, 1798)
- Euglenes pygmaeus (De Geer, 1775)
- Euglenes serricornis Reitter, 1885
- Euglenes wollastoni Israelson, 1971
- Euglenus planipennis Motschulsky, 1863
- Euglenus testaceipennis Motschulsky, 1863

## Systématique
Le nom scientifique complet (avec auteur) de ce taxon est Euglenes Westwood, 1830.
Euglenes a pour synonymes :
- Aglenes Ragusa, 1921
- Euglenus Motschulsky, 1863